# Roumen Balyozov
Roumen Balyozov (født 6. september 1949 i Sofia, Bulgarien - død 27. januar 2019) var en bulgarsk komponist og cellist.
Balyozov studerede komposition og cello på Det Statslige Musikkonservatorium i Sofia hos Konstantin Popov og Dimitar Tapkov. Han har skrevet 4 symfonier, orkesterværker, kammermusik, 4 operaer, ballet, scenemusik etc. Han var cellist hos Det Nationale Bulgarske Symfoniorkester.

## Udvalgte værker
- Symfoni nr. 1 (1979) - for sopran, bassang og stort orkester
- Symfoni nr. 2 "Fremtidens musik" (1999) - for orkester
- Symfoni nr. 3 "Ikke startet" (1999) - for orkester
- Symfoni nr. 4 "Elocutionary" (2001) - for orkester
- Den lille prins (efter Antoine de Saint-Exuperys roman) (1974-1975) - opera
- Et grønt spil (1987) - ballet